# Aliments marinés à l'huile d'olive
Pour les articles homonymes, voir Marinade et Huile d'olive.
Les aliments marinés à l’huile d’olive sont une méthode ancestrale traditionnelle de préparation et de conservation des aliments à l'huile d'olive, spécialité culinaire des cuisines du bassin méditerranéen, en particulier des cuisines provençale, provençale méditerranéenne, régime méditerranéen, et du paradoxe français.

## Historique
De nombreux produits culinaires (légumes, poissons, fromages…) se prêtent à cette méthode ancestrale de préparation et de conservation des aliments à l'huile d'olive (histoire de l'huile d'olive) avec en particulier les légumes méditerranéens (légumes de la ratatouille) tomate séchée, poivron grillé,, aubergine, courgette, fenouil, ainsi que champignons, citron, petit artichaut, ail, olive…

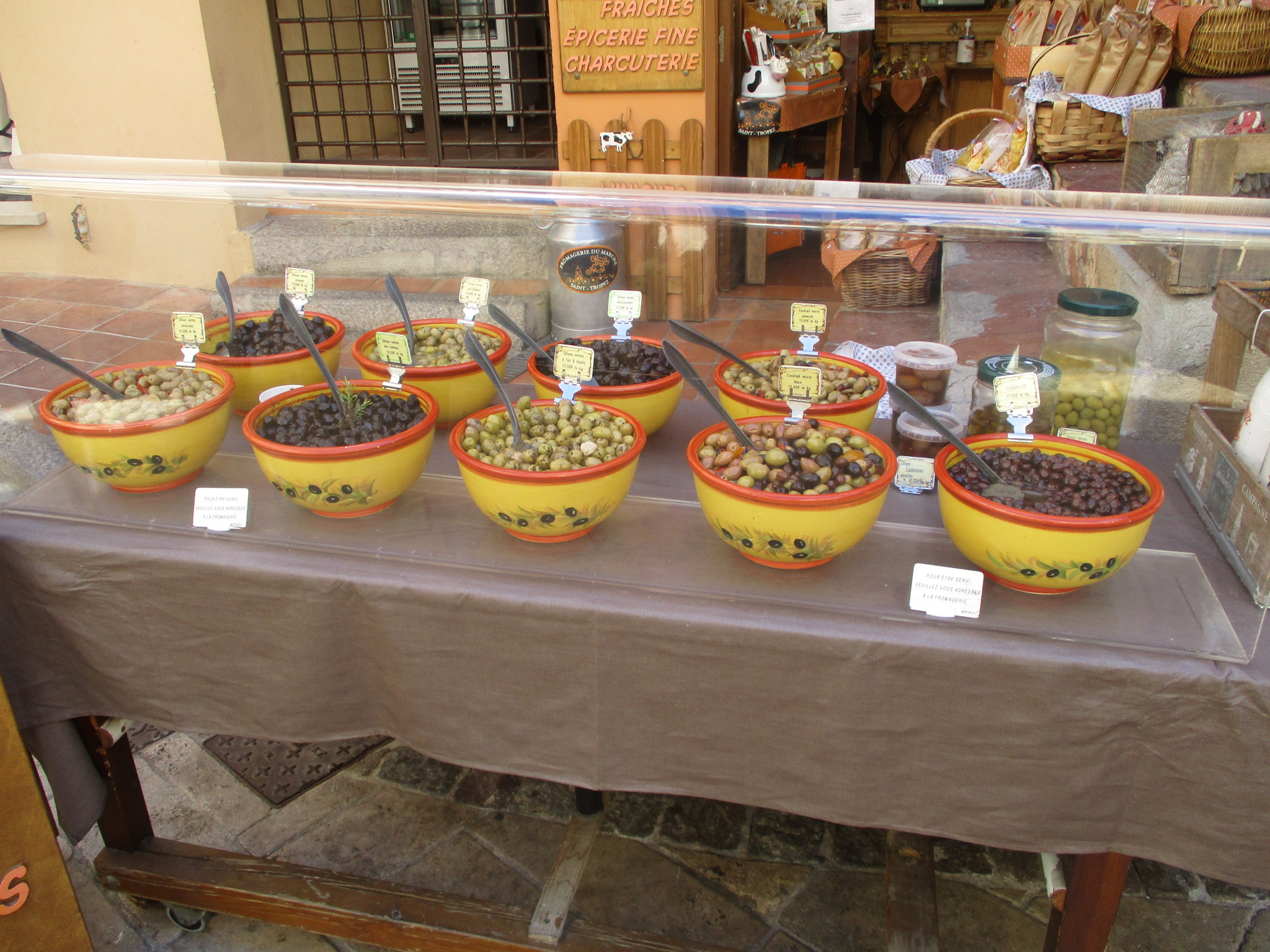
Olives du marché de Provence de Saint-Tropez.
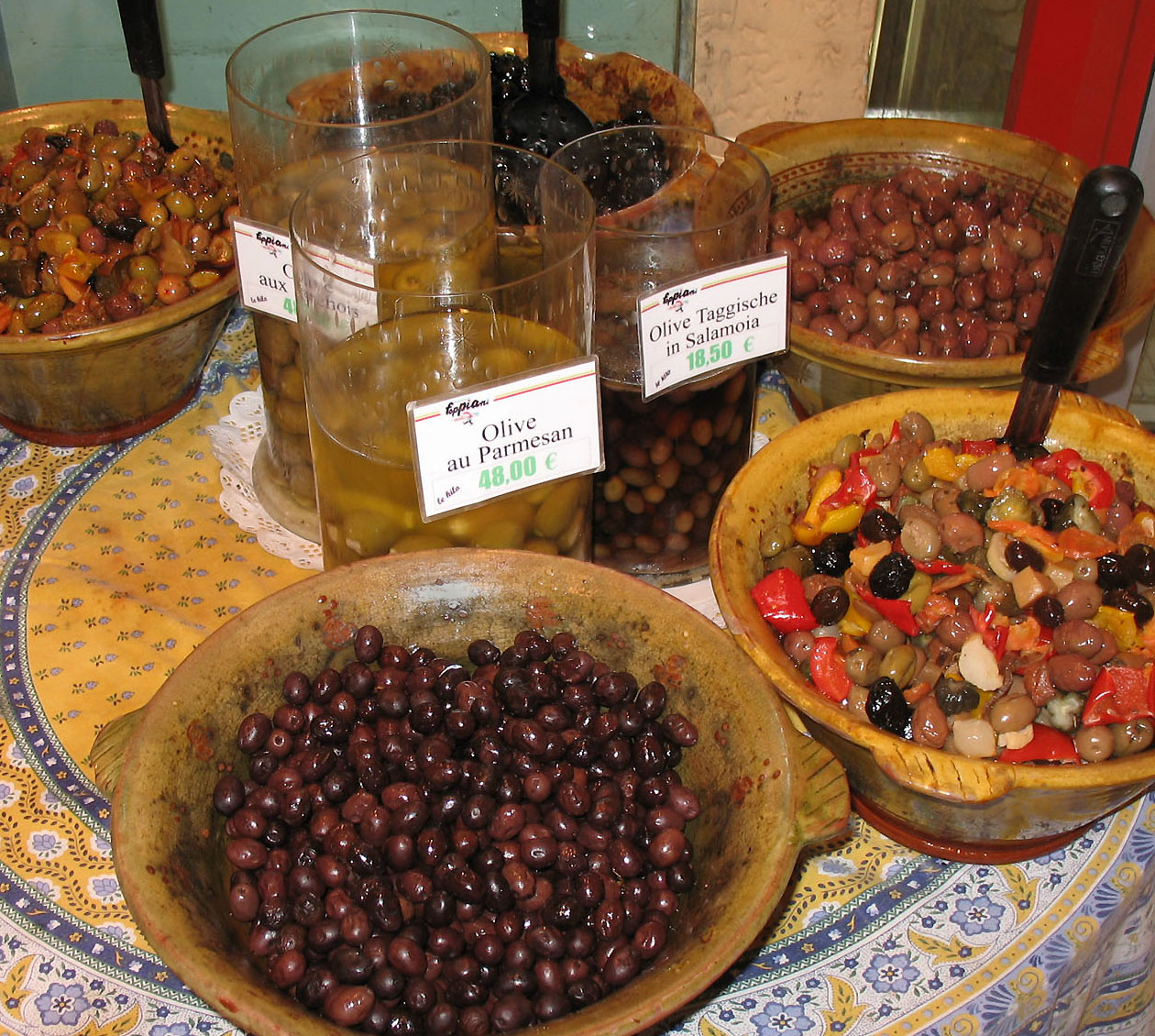
Olives provençales à l'huile d'olive.
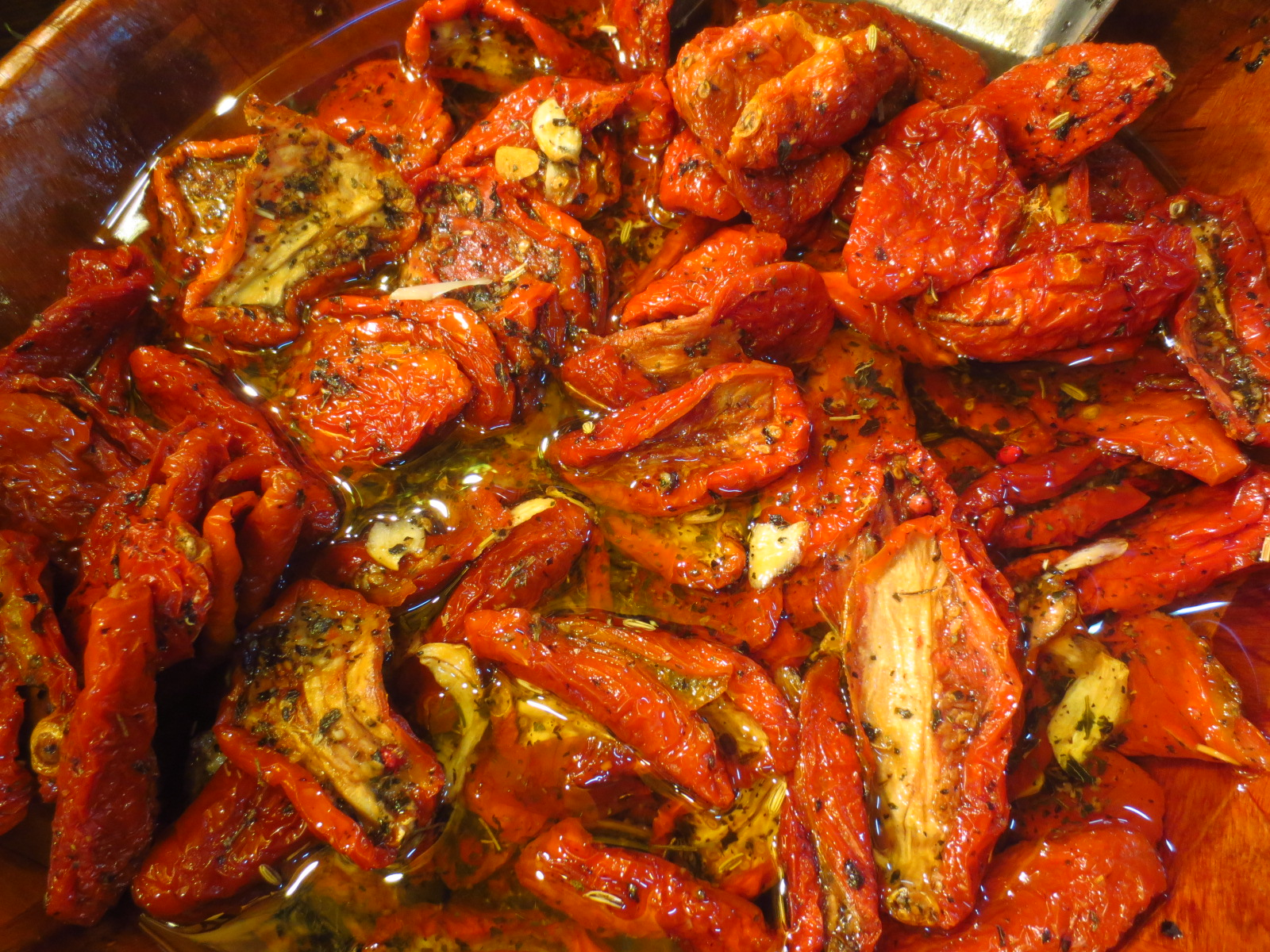
Tomate séchée à l'huile d'olive.

Ce procédé ancestrale de conservation des aliments permet d’éviter l'oxydation des aliments par leur isolement de l’air dans l'huile d'olive. Leur conservation en bocaux stérilisés améliore leur durée de conservation dans le temps.  

Quelques poissons
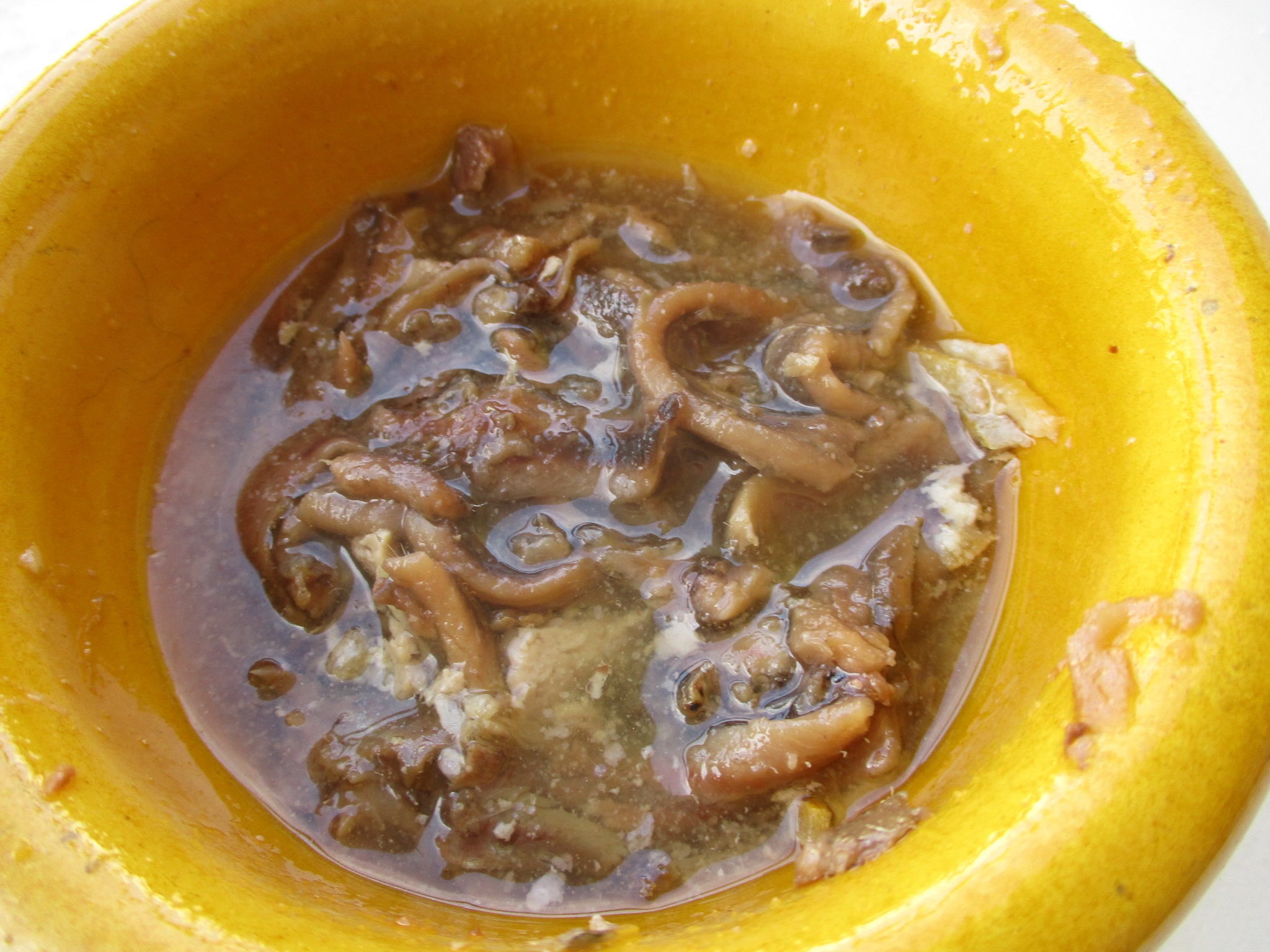
Pissalat d'anchois.
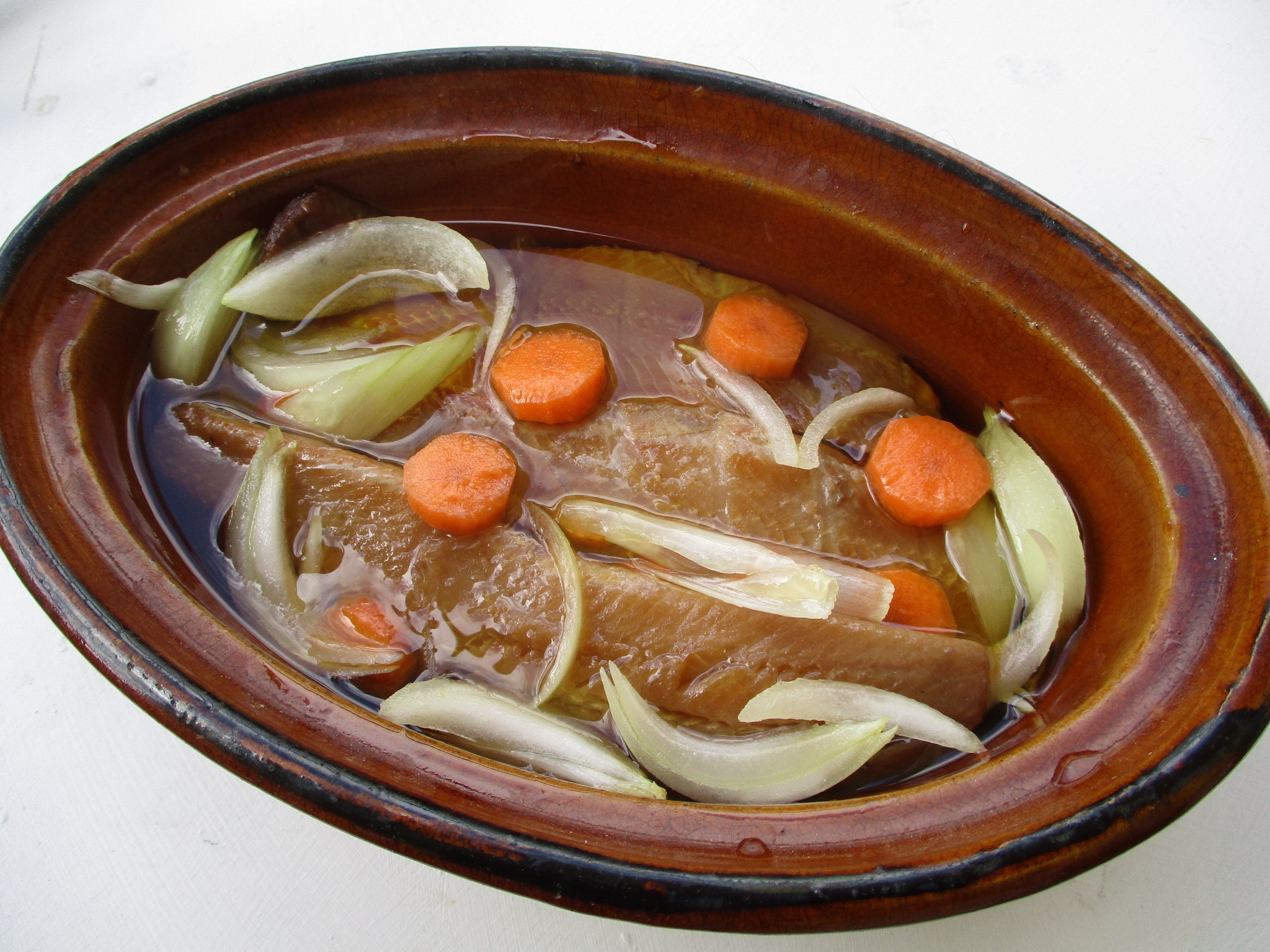
Salade fécampoise de hareng.
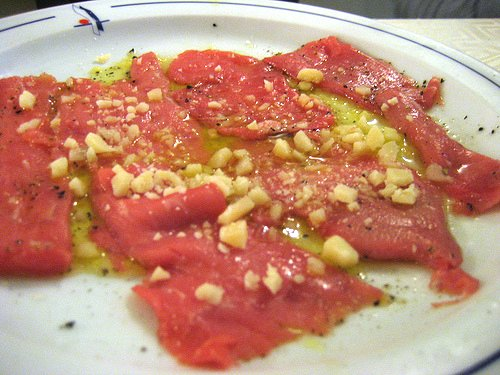
Carpaccio de poisson.
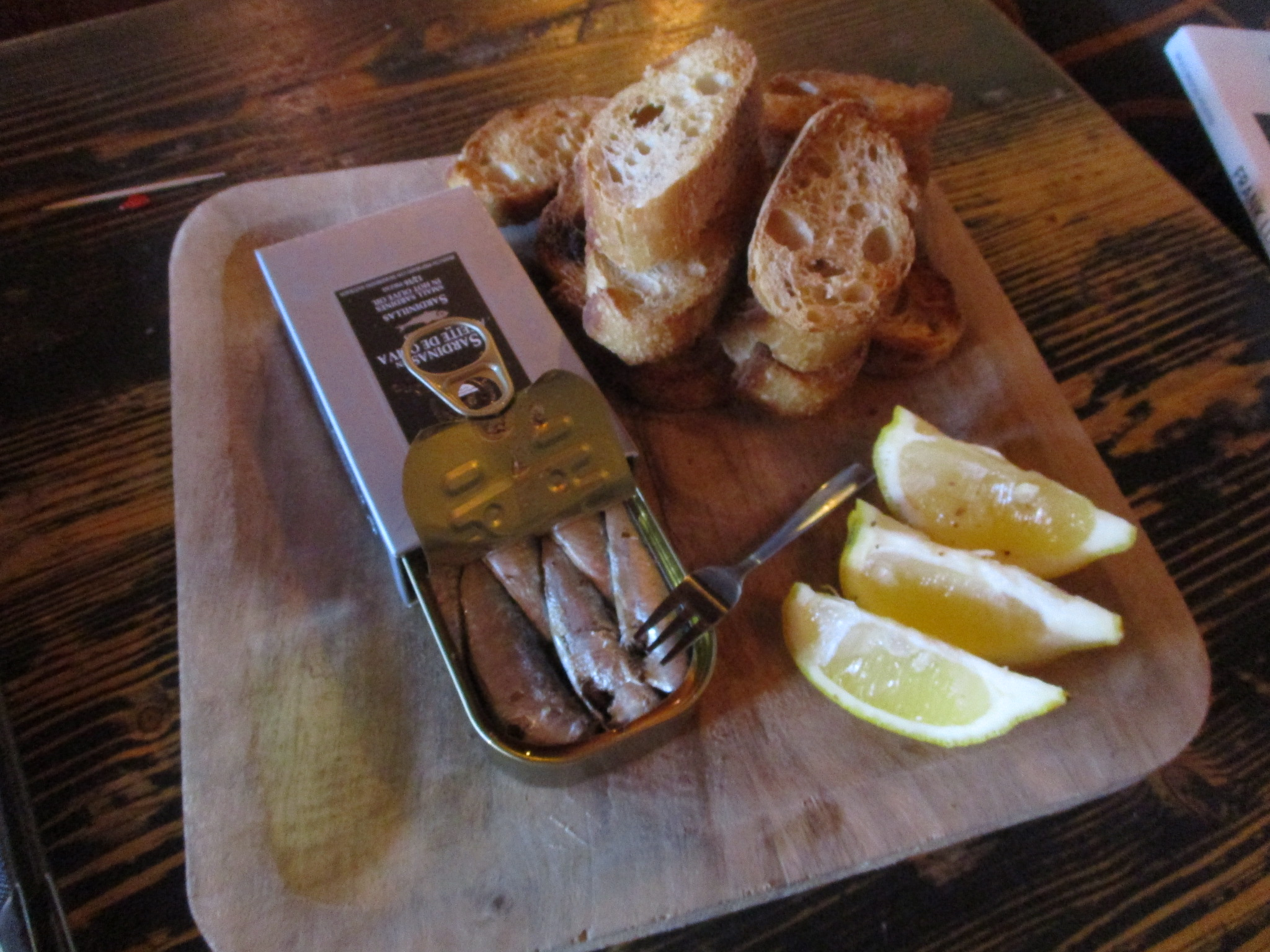
Conserve de sardines à l'huile.
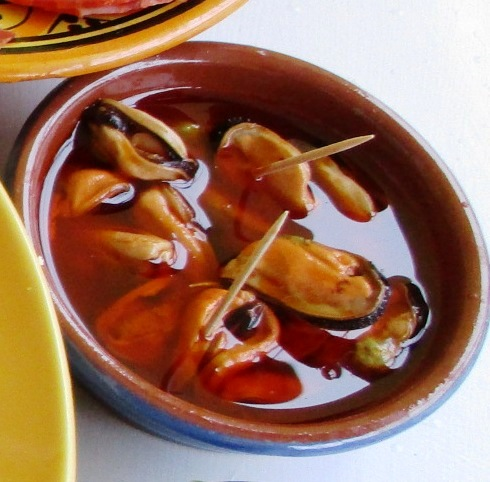
Tapas de moules.

Quelques poissons et crustacés sont traditionnellement préparés ainsi, dont les anchois, hareng, sardine, thon, saumon, calmar, moule…

## Préparation
Les légumes sont préparés et consommés coupés en morceaux, séchés, ébouillantés à l'eau et vinaigre, desséchés et grillés au four (ou barbecue, ou plancha…), puis marinés à l'huile d'olive aromatisée (thym, sauge, romarin, basilic, herbes de Provence, estragon, laurier sauce, clou de girofle, ail, piment, curry, paprika, noix de muscade…)

Quelques légumes
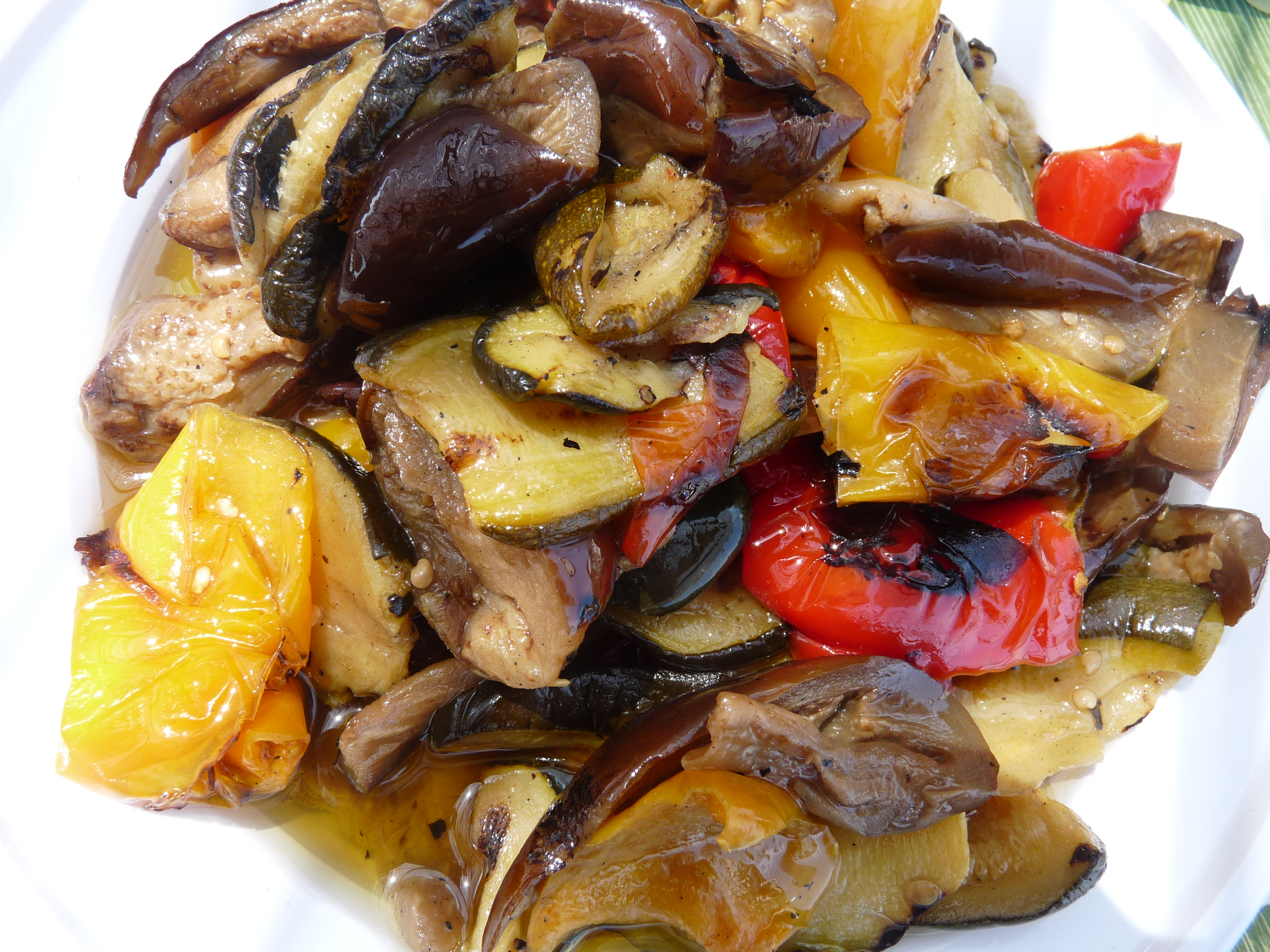
Ratatouille éolienne.
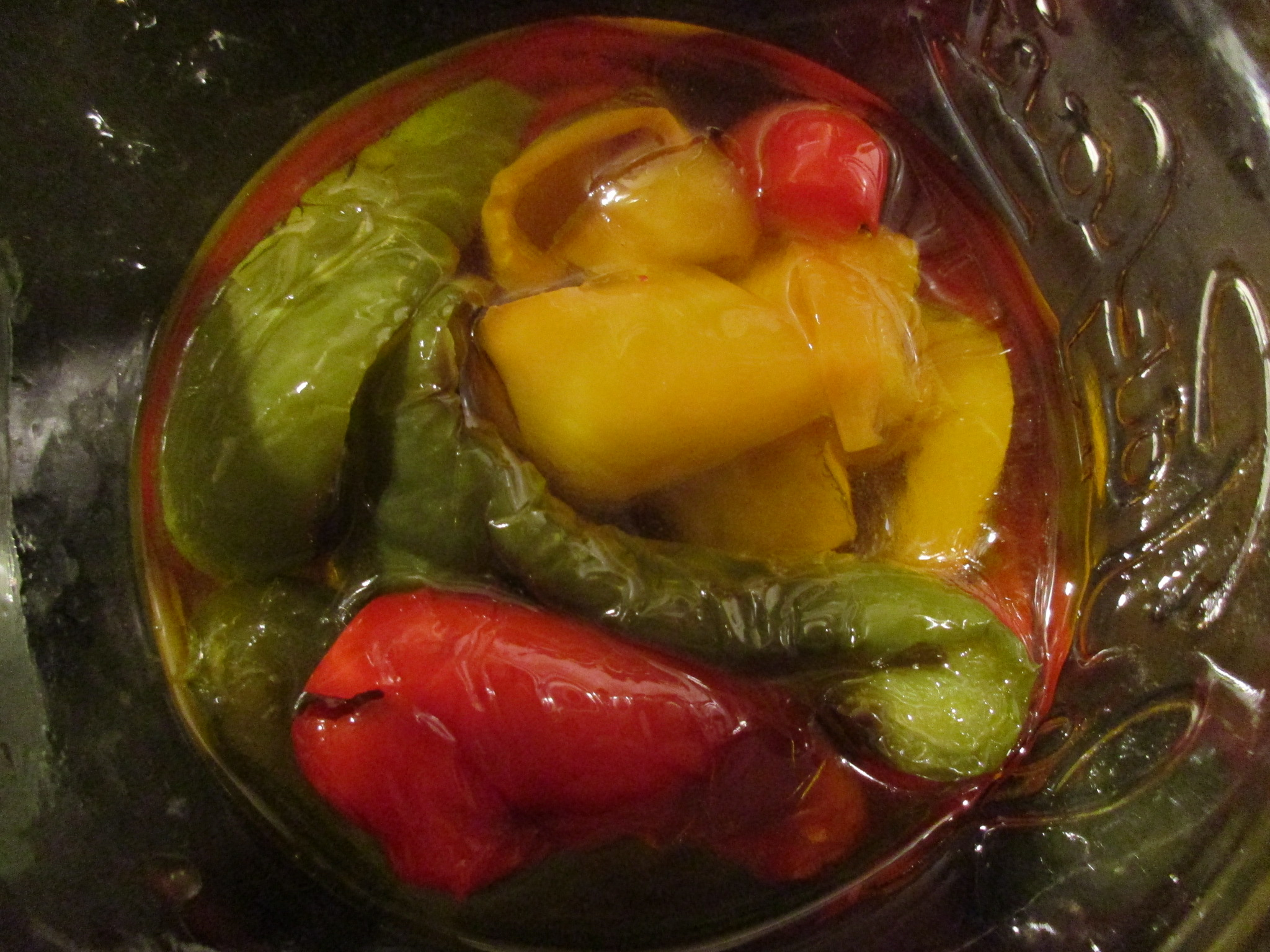
Poivrons grillés.
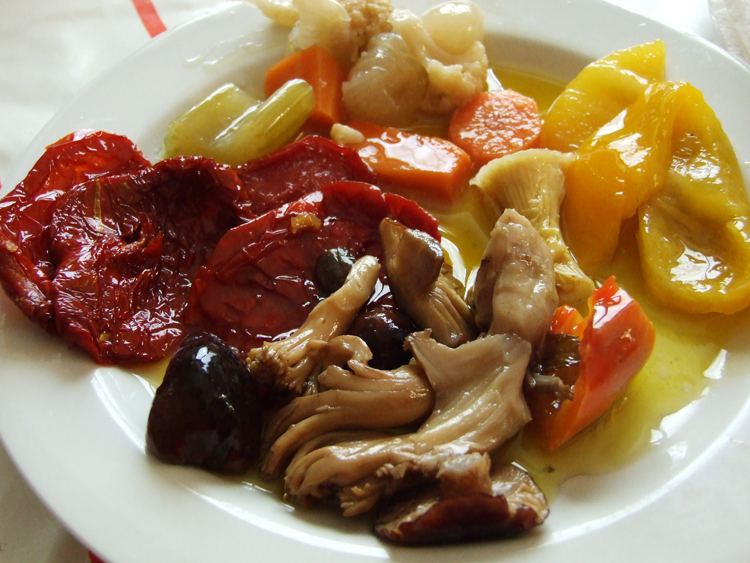
Antipasti de la cuisine italienne.
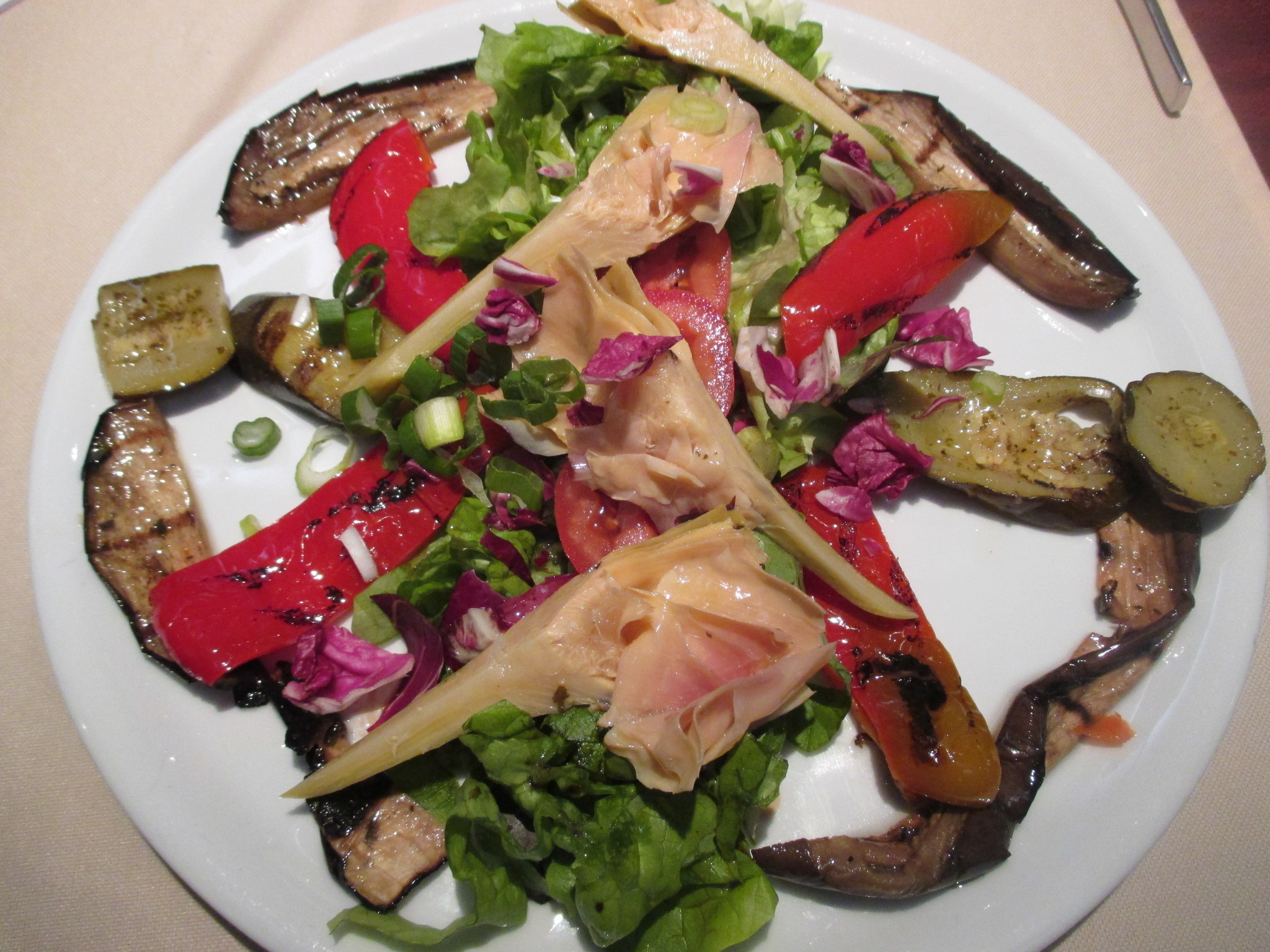
Antipasti.
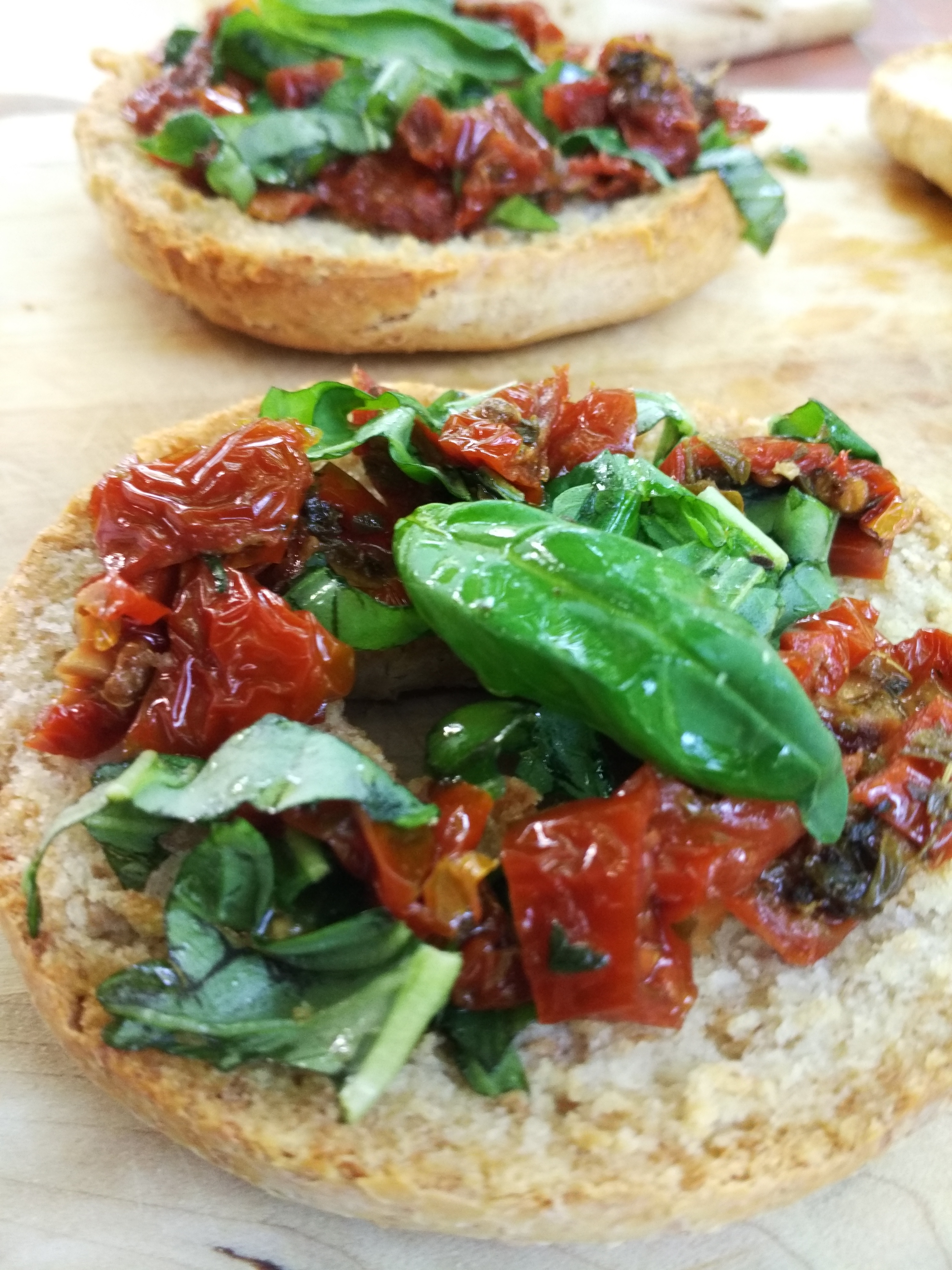
Bruschetta.

Quelques fromages sont traditionnellement préparés et conservés par ce procédé, dont les tomme de Provence, fromage de chèvre, feta,, tofu…

Quelques fromages
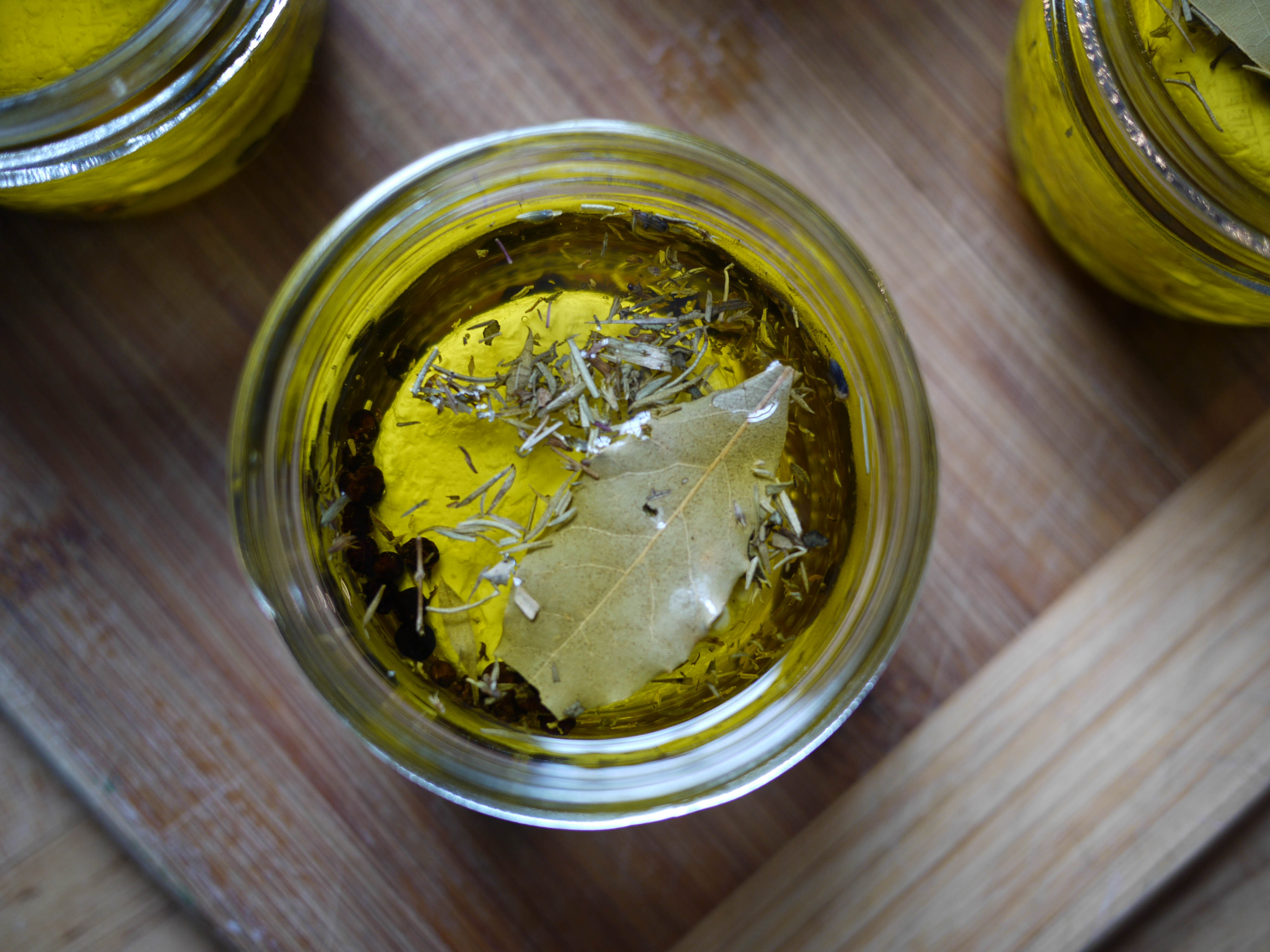
Fromage de chèvre à l'huile d'olive.
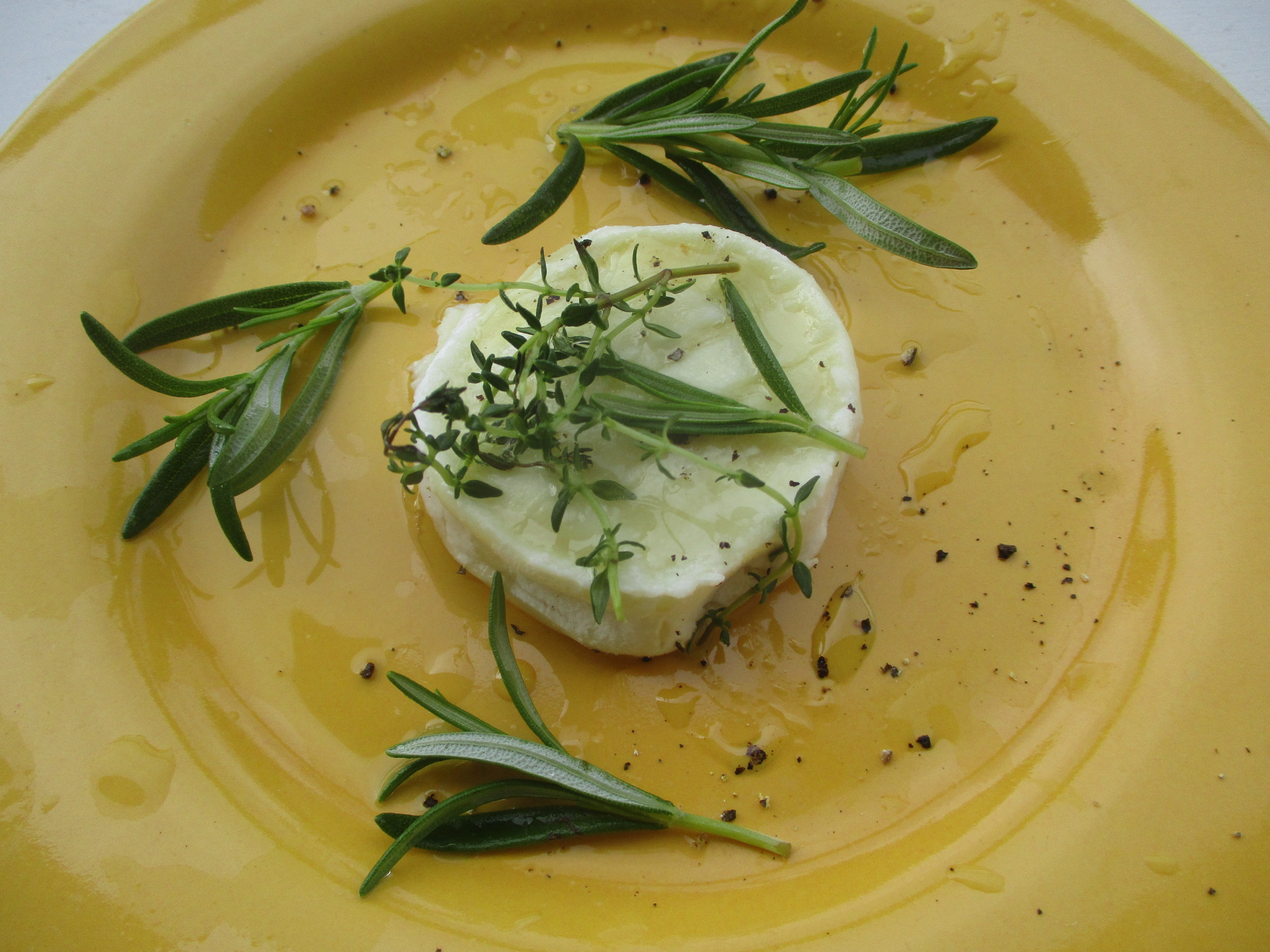
Fromage de chèvre à l'huile d'olive, thym et romarin.
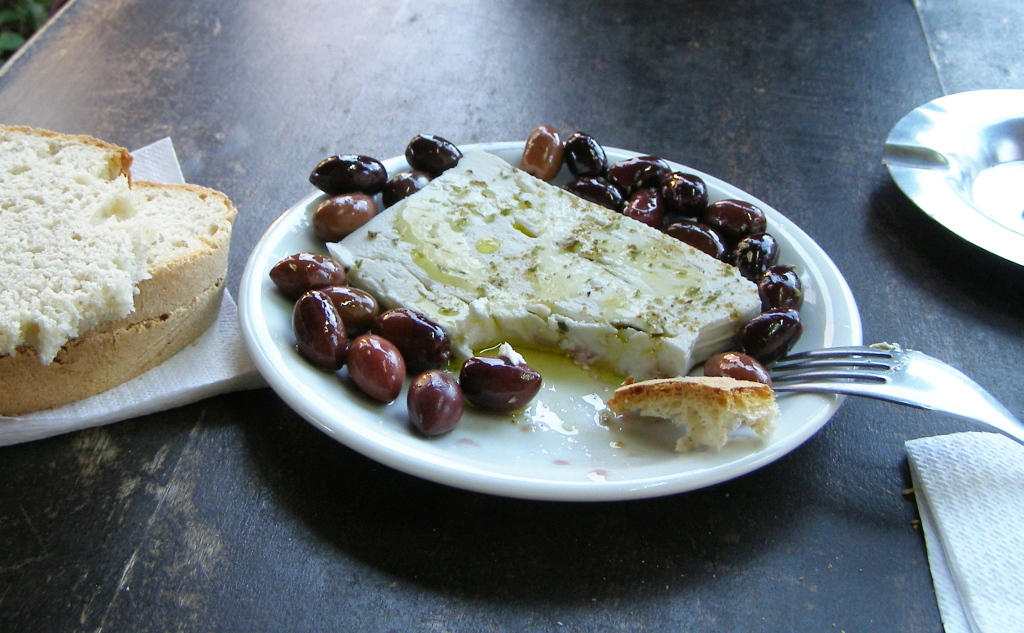
Mezzé de feta (ou de tofu).
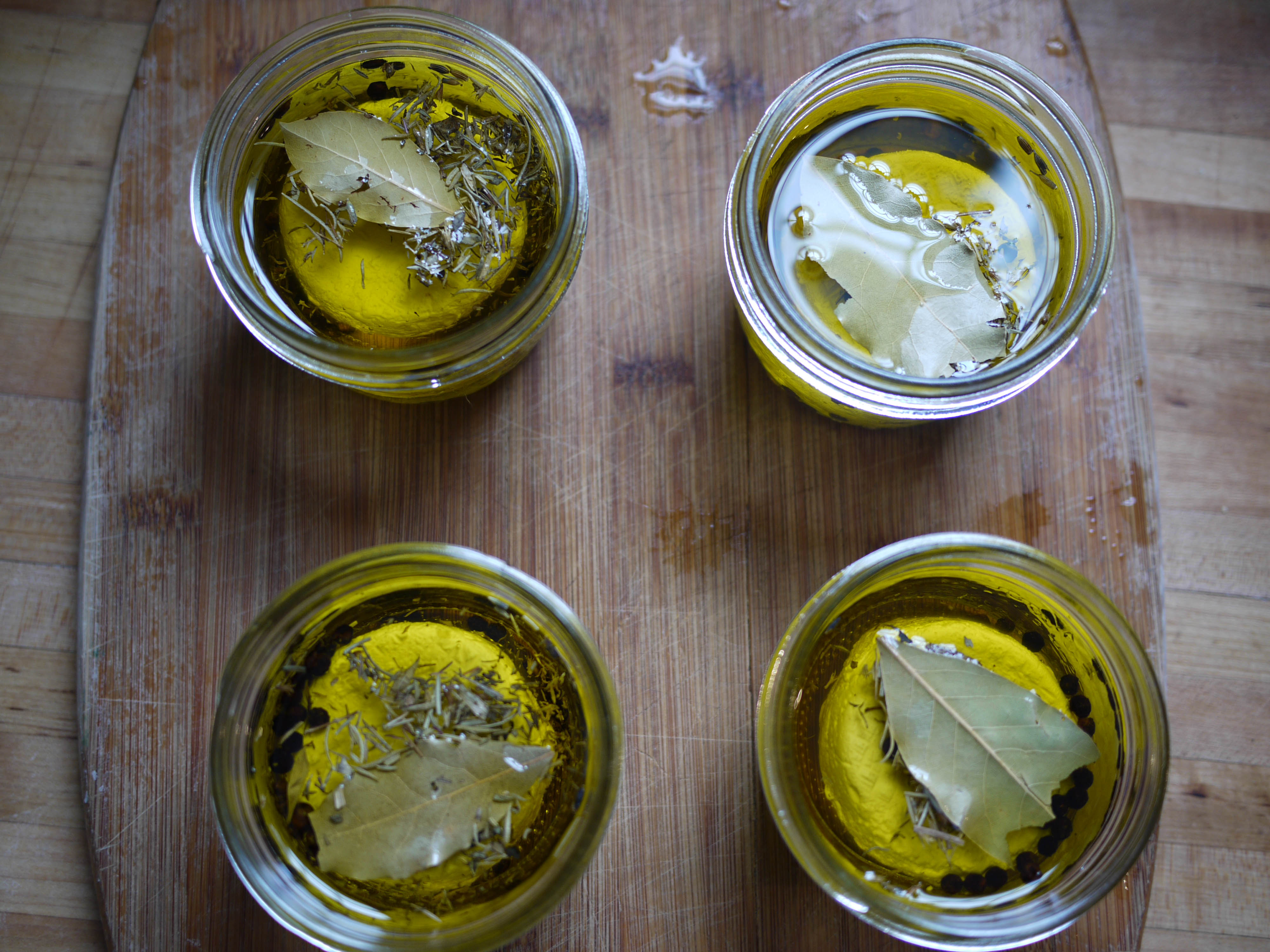
Tomme de Provence à l'huile d'olive.

## Consommation
Ces produits peuvent être consommés en accompagnement de viande, poisson, barbecue, mais également en apéritif, salade composée, assiette de dégustation avec fromage et charcuterie, tapas de la cuisine espagnole, bruschetta et antipasti de la cuisine italienne, pâtes, lasagnes, tajine, pizza, tartine de pain grillé, sandwich, hamburger…